# Кадер Абдолах
Кадер Абдолах (перз.: قادر عبدالله‎; 12. децембар 1954, Арак, Иран ) рођен под именом Хусеин Сађади Гаемагани Фарахани (перз.: حسین سجادی قائم‌مقامی فراهانی) перзијско-холандски је писац.

## Биографија
Кадер Абдолах је рођен у угледној муслиманској породици из Арака, у Ирану. Потомак је Мирзе Абдолгасема Гаемаганија Фараханија, оснивача модерне иранске књижевности и бившег премијера Перзије. Као студент физике на Универзитету у Техерану прикључио се љевичарској странци, која је деловала у тајности. Приступајући тој странци, побунио се против шаха, а потом и против ајатолаха. У Холандији живи од 1988. године, од када је напустио Иран.
Књиге и колумне објављује под преудонимом која означава имена његових погинулих пријатеља (Кадер и Абдолах). Написао је многе књиге и комумне на холандском језику. Познат је по кориштењу перзијских књижевних тема у својим делима. Редовито гостује на холандским телевизијским програмима.